# Heinrich Küver
Heinrich Küver (* 10. Dezember 1889 in Ihlienworth; † 5. Juni 1983 in Steinau (Niedersachsen)) war ein niedersächsischer Politiker (DHP/DP) und Mitglied des Niedersächsischen Landtages.

## Leben
Nach dem Besuch der Volksschule absolvierte Küver die landwirtschaftliche Fortbildungsschule. Im Jahr 1909 begann er seinen Dienst beim Infanterie-Regiment 31 in Altona. Im Ersten Weltkrieg war er zwischen 1914 und 1918 Kriegsteilnehmer. Er geriet 1918 in englische Kriegsgefangenschaft, in der er bis 1919 blieb. Nach seiner Rückkehr wurde er 1920 Kreisvorsitzender der Deutsch-Hannoverschen Partei (DHP). Küver wurde als Gegner des Nationalsozialismus nach der Machtergreifung 1933 aller Ehrenämter enthoben. Nach dem Ende des Zweiten Weltkrieges wurde er 1945 Bürgermeister in Ihlienworth. Seit 1946 war er Kreisvorsitzender der NLP/DP. Küver war Vorsitzender des Imkervereins Hadeln sowie der Meiereigenossenschaft von Ihlienworth. Ferner war er Mitglied des Kreiskirchenvorstandes.

## Öffentliche Ämter
Küver wurde 1946 Mitglied des Kreistages und 1948 Landrat. In der ersten Wahlperiode war er vom 28. November 1948 bis zum 30. April 1951 Mitglied des Niedersächsischen Landtages für den im Juni 1948 verstorbenen Heinrich Meyer-Bülkau. In der zweiten Wahlperiode gehörte er vom 16. April 1953 bis 5. Mai 1955 dem Landtag an, vom 28. März 1951 und ab dem 16. April 1953 in der DP/CDU-Fraktion.